# Jürgen Klopp
Jürgen Norbert Klopp , nemški nogometaš in nogometni trener, * 16. junij 1967, Stuttgart, Nemčija.
Klopp je bil 9 let trener angleškega kluba Liverpool.V letih 2005−2010 je bil tudi strokovni komentator na nemški TV nacionalki (ZDF).

## Trenerski uspehi
Z Borussio Dortmund:
- Finalist Lige prvakov 2012/13
- nemški prvak (2 x): 2011, 2012
- Nemški nogometni pokal - zmagovalci (1 x): 2012
- Nemški nogometni super pokal (2 x): 2013, 2014

Z Liverpoolom:
- Finalist angleškega ligaškega nogometnega pokala (2016)
- Finalist Evropske lige (2016)